# Andia
Diana Constantin, cunoscută ca Andia (n. 2 iunie 1997, Roman, județul Neamț, România) este o cântăreață română. În 2019 a devenit solista trupei DJ Project. La Romanian Music Awards 2022 a câștigat distincția „Cel mai bun cântec pop” pentru piesa Sfârșitul lumii.

### Single-uri
- 2015: Sabes Tu
- 2016: Lost
- 2018: Tu Regalo (Andia x Erika)
- 2018: Somebody To Love (Jon Brian x UnderVibe x Andia)
- 2018: Dumb, Dumb (Wendell x Andia)
- 2018: Fake Walls (Andia x UPHILLS)
- 2019: Meo Beijou
- 2019: Hello, Hello
- 2019: Salcâmii (Spike x Andia)
- 2019: Retrograd (Dj Project x Andia)
- 2020: Ce suntem noi
- 2020: Slăbiciuni (Dj Project x Andia)
- 2020: Anotimpuri (Andia x Spike)
- 2021: Mi-e dor
- 2021: Sfârșitul lumii
- 2021: Universul
- 2022: Pietre prețioase (Andia x Guess Who)
- 2022: Alerg
- 2022: Aer
- 2022: Liberi
- 2022: Ce urmează
- 2022: La nevedere
- 2023: Intenționat
- 2023: Scrie-mi orice
- 2023: Inseparabili (3 Sud Est x Andia)
- 2023: Pentru că (Andia x Deliric)
- 2023: Nemuritori
- 2023: Egotic
- 2023: Solstițiu
- 2024: De la Dela
- 2024: Soarele (Spike x Andia)
- 2024: Inimi